# Buellia subcrassata
Buellia subcrassata är en lavart som först beskrevs av Pusswald, och fick sitt nu gällande namn av Elix. Buellia subcrassata ingår i släktet Buellia och familjen Physciaceae.   Inga underarter finns listade i Catalogue of Life.